# Pont-canal de Rieumory
Le pont-canal de Rieumory est un des nombreux ponts de ce type du canal du Midi. Il rencontre le petit ruisseau de Maury, affluent de l'Hers-Mort. Il se trouve sur le territoire de la commune de Pechabou à 530 m de Castanet-Tolosan dans le département de la Haute-Garonne.